# 卡波朗
卡波朗是巴西帕拉伊巴州的一个市镇。总面积150.168平方公里，总人口20979人，人口密度139.7人/平方公里。